# 铁佛寺 (临汾)
36°04′54″N 111°30′08″E / 36.08167°N 111.50222°E
铁佛寺，又名大云寺，位于中国山西省临汾市尧都区城内西南部，2006年被列为第六批全国重点文物保护单位。铁佛寺始建于唐贞观六年（632年），现存为清代建筑。寺坐西朝东，东西125米，南北43米，占地面积5363平方米，建筑面积2694平方米，现存山门、过厅（原天王殿）、金顶琉璃宝塔、藏经楼和配殿等建筑。金顶琉璃宝塔建于清康熙五十四年（1715年），为楼阁式砖塔，共六层，高30米。一至五层为方形，六层为八角形，塔刹置宝珠。宝塔底层中空，供奉唐代铁铸释迦牟尼佛头一尊，高6.8米，宽3.8米。

## 历史

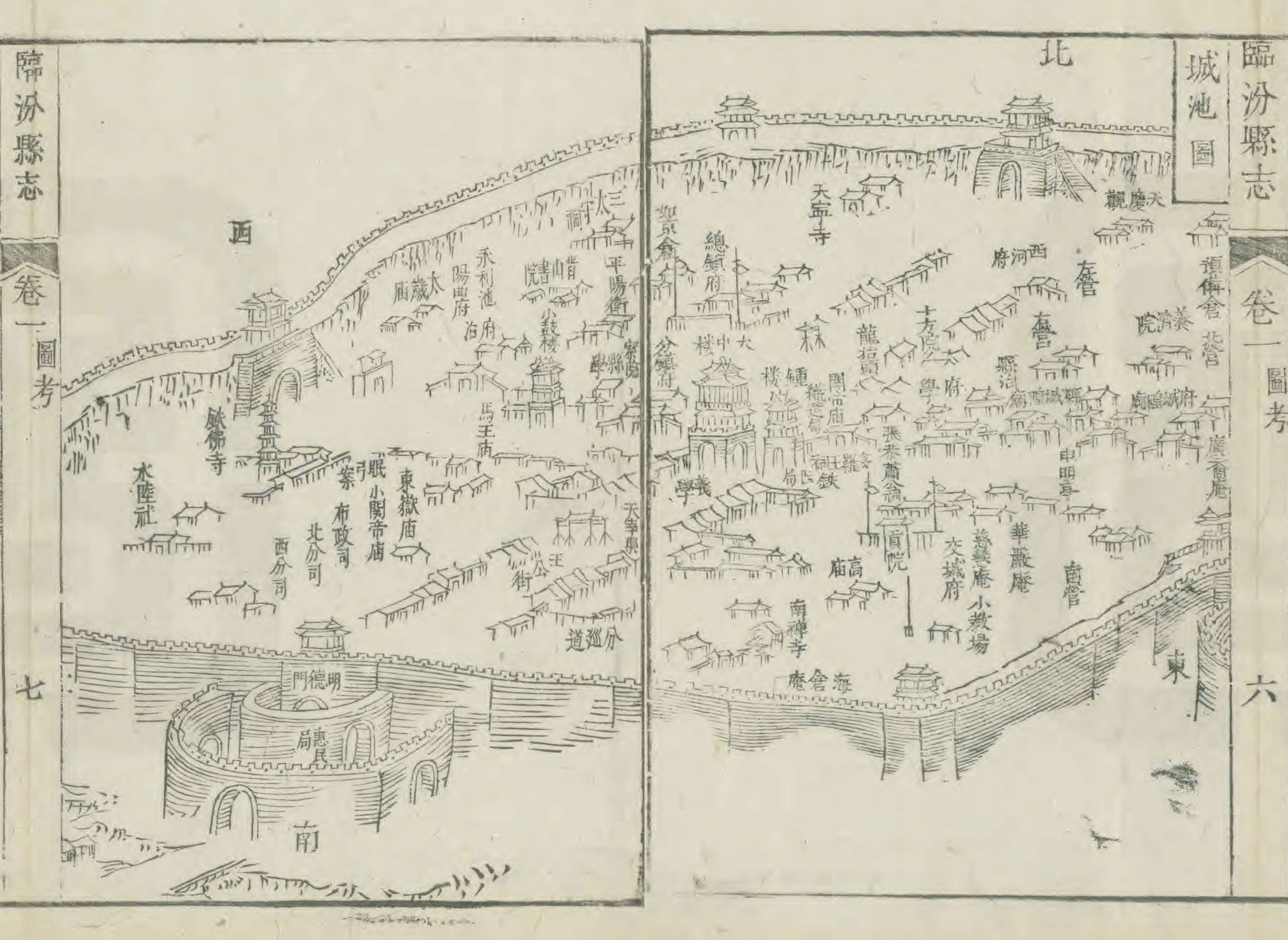
清乾隆四十四年《临汾县志》城池图绘出了城西南角的铁佛寺及宝塔

据铁佛寺塔底层北壁清康熙五十四年重修碑，大云禅寺俗称铁佛寺，创建自唐贞观六年，原有一座金顶宝塔。康熙三十四年临汾大地震中，铁佛寺塌毁。康熙五十四年，陈国信发起募捐，重修宝塔。该年旧历二月廿一日，宝塔重建工程开工。碑上的完工日期留空未刻（“层层日葺，修至 年 月 日，工成告竣”）。有研究者根据清雍正六年平阳府知府樊钱倬《重修大云禅寺浮图碑记》，认为宝塔自康熙五十四年奠基后，十一年间未能完工。樊钱倬在碑文中称，他到平阳上任后，得知此处旱灾频繁，收成不好，科举成绩也不行，当地人将这些问题全都归罪于城西南颓败的宝塔。樊钱倬虽不认可这种观点，但他认为修好宝塔有助于提振民心，因此组织了重修工程，雍正五年二月开工，雍正六年三月完工。

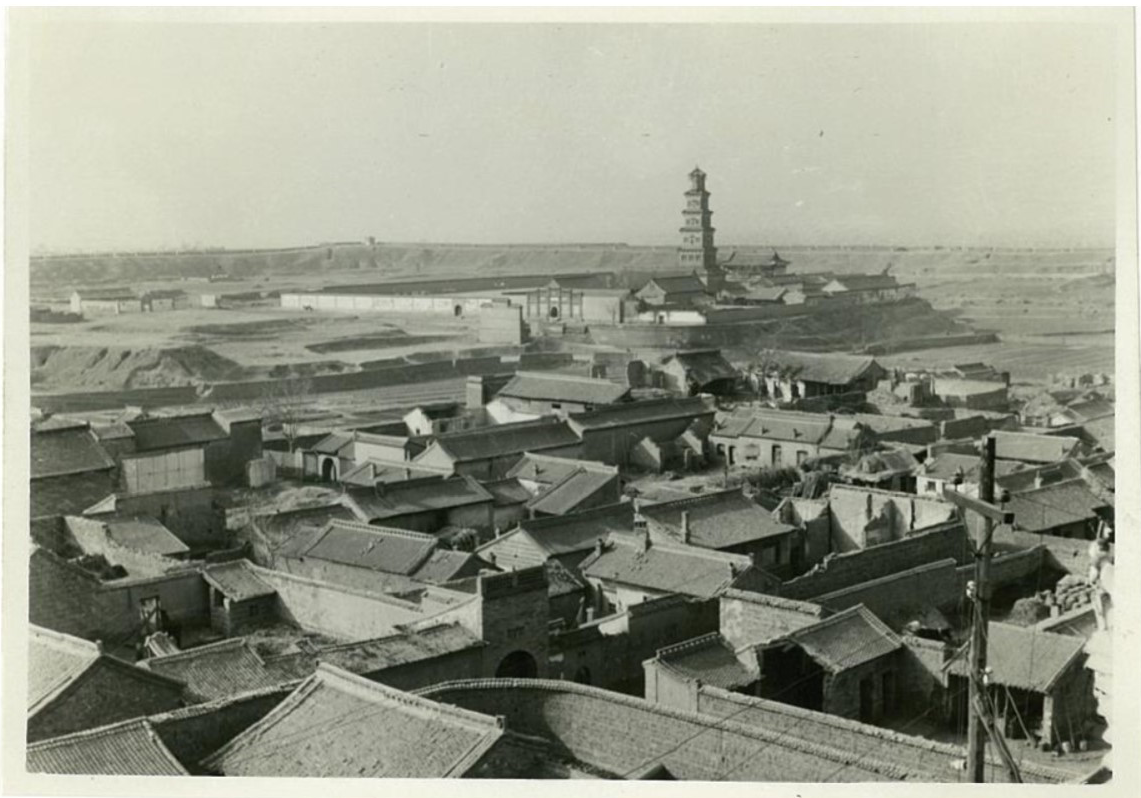
1940年12月，自大中楼远观大云寺

1921年，铁佛寺成为山西省立第六女子师范学校校址。1937年7月，山西省立临汾师范学校迁入铁佛寺，同山西省立第六女子师范学校合并。铁佛寺办学期间，大雄宝殿、藏经阁、配殿、厢房被改建为教室或宿舍，原有的塑像、壁画不知去向。铁佛寺还是中国共产党在临汾早期活动的重要场所之一。1931年4月，中共山西特委曾在这里设立党支部，支部有十余人。1937年11月5日，周恩来带领工作人员撤出八路军驻晋办事处，11日抵达临汾县。11月16日，周恩来在铁佛寺发表题为《目前抗战危急与坚持华北抗战的任务》的演讲。1938年1月20日，民族革命大学在铁佛寺宣布成立，阎锡山任校长，铁佛寺为第一分校所在地。1938年2月底，日军向临汾进军，民族革命大学向西撤退。日军占领临汾后，山西省教育厅于1940年9月在铁佛寺内开办山西省立第二师范学校。第二次国共内战期间，驻守临汾的梁培璜曾将司令部设在寺内。
中华人民共和国成立后，仍将铁佛寺作为临汾师范学校的校址。后来，铁佛寺改为临汾地区展览馆。其后，又交由临汾地区书画院、临汾地区博物馆（今临汾市博物馆）使用。2018年9月18日，临汾市博物馆迁入新馆址。铁佛寺则辟为临汾铁佛寺博物馆。

## 建筑

### 布局

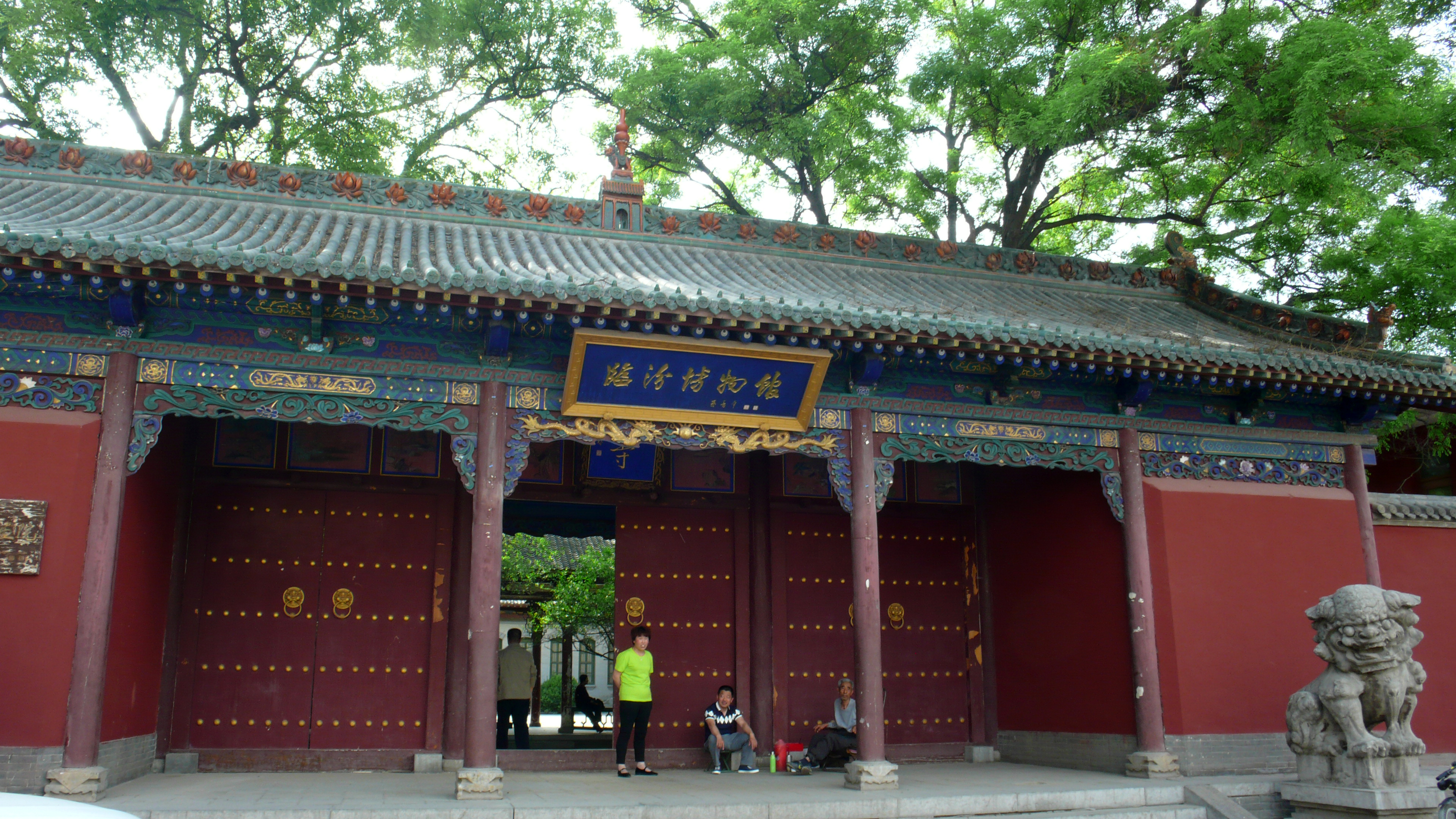
大云寺山门与石狮

大云寺位于平阳府城西南角，坐西朝东。整座寺院分为三进院落。山门面阔五间，进深二间，歇山顶。山门前有一对石狮，其一是原平阳府衙门前的石狮，另一件为仿制。山门之后为前院，其西建有天王殿（已改为过厅）。天王殿后为后院，后院西建有大雄宝殿。大雄宝殿之后为塔院，院中有宝塔，其后为藏经楼。藏经楼分两层，一层是仿窑洞建成的三个拱券，二层设平座，歇山顶。前院、后院南北两侧设禅房、斋房、经舍、方丈室。塔院南北设配殿。

### 佛塔

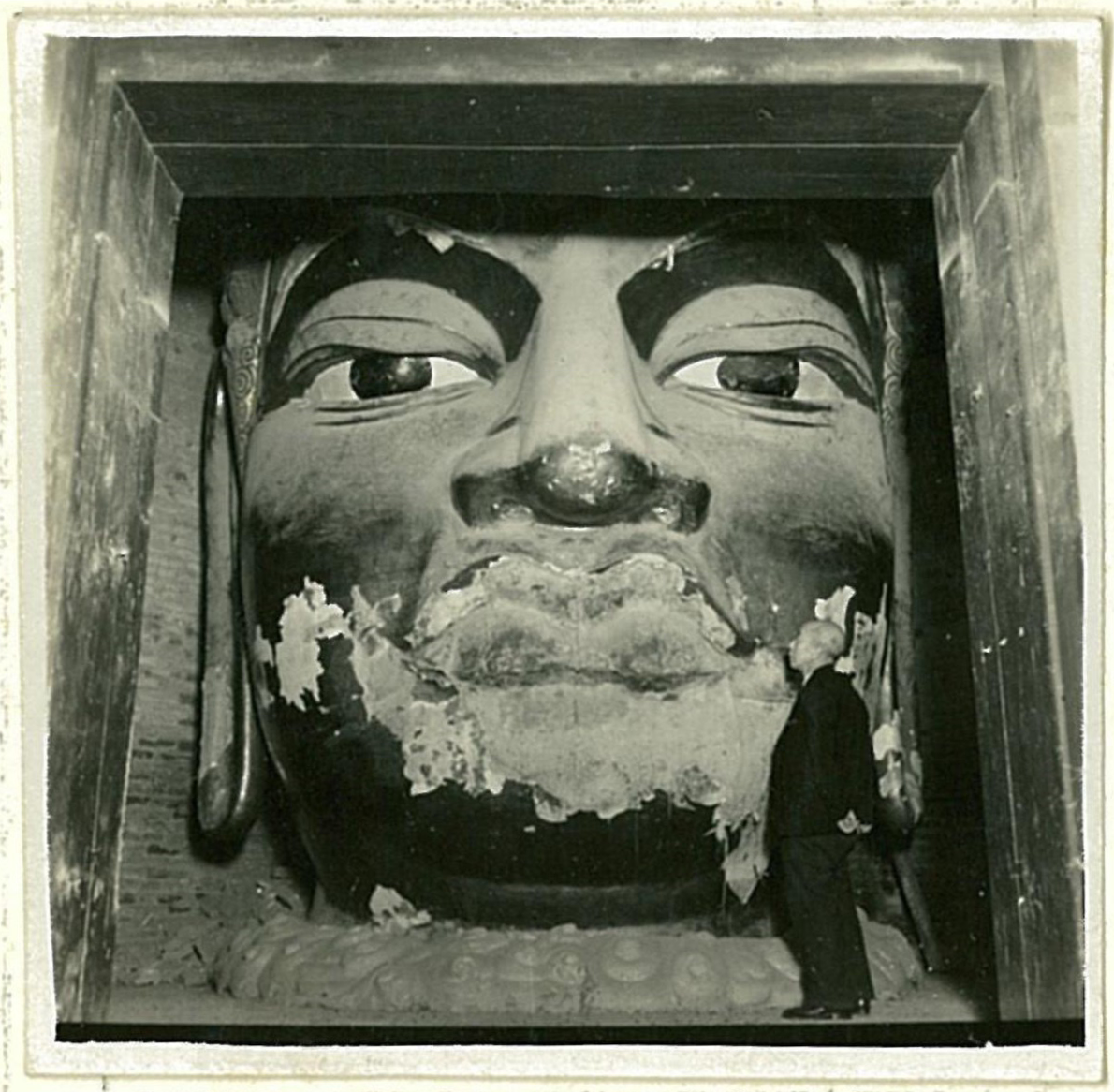
1939年11月拍摄的铁佛头

大云寺佛塔共六层，一至五层平面均为方形，六层平面呈八边形。塔通高35米，一层每边长20米，逐层收分。中国佛塔通常为奇数层。梁思成、水野清一等认为，八角形的所谓第六层是塔刹的变形，此塔实为五层。有人认为此塔初建时只有五层，第六层是后人添建。另有说法称，供有佛头的底层应被算作塔基，这样总层数也是五层。
塔第一层外壁上部砌出的柱头将第一层面阔与进深均分为三间。一层下部设下碱墙，下碱墙东西向的次间与南北向的三间嵌有砖雕，每处砖雕被间柱隔为七间，刻有龙、麒麟、虎、马、兔、花、果等图案。上部石砌柱头上为平板枋，平板枋上置斗栱。除柱头、转角施斗栱外，每面各有九朵柱间斗栱。斗栱均为三踩。栱眼壁内各雕有一尊坐佛。斗栱以上为挑檐枋、挑檐檩、双层椽、塔檐、围脊。第二层在正脊上施平座，装有琉璃望柱和方格栏板。二层及以上各层均在外壁下部设砖雕须弥座，外壁上部不再砌出柱头，但同样有平板枋、三踩斗栱、挑檐枋、挑檐檩、双层椽、塔檐、围脊。二至六层均施转角斗栱，二层每面施五朵柱间斗栱，三至五层每面三朵。第六层塔身下部围有一层砖脊，其下为两层琉璃仰莲瓣，每片莲瓣外壁各有一尊小坐佛。塔顶为八角攒尖顶，覆绿色琉璃瓦。塔刹自下向上依次为琉璃须弥座、覆钵、宝珠。宝珠为风磨铜制成。
塔第一层中空，前后设券形门洞，装隔扇门，前门楣上悬清光绪十八年陈泽霖书“原头佛祖”匾，东门两侧原悬有清同治知县钱官俊所撰楹联：“治世当出首佛不出首谁肯出首，说法须现身人都现身何必现身”。现今悬挂的对联是王正辉所撰“时兴时衰施主照样拜佛祖，潮起潮落汾水依旧唱大云”。塔心室为方形，内壁用砖砌出平板枋，其上置三踩斗拱，顶部有砖雕仿木藻井。铁佛头位于塔心室中。佛头高6.8米，宽3.8米，周长16米，脖颈下有刻有云纹的石座。生铁佛头上披麻挂灰，施有彩绘、贴金。佛头面容饱满，神态端庄，眼神专注，嘴唇微闭，双耳垂肩，头顶饰左旋螺发。佛头中空，后部有一方孔。佛头内原先藏有经书，1946年夏天雷击失火烧毁。由佛头内部可见，佛头是由三百多块生铁铸接而成，每块生铁长宽约50厘米、厚6至10厘米。佛头顶部有铸造的范孔。有学者估计佛头重量约10吨，也有意见认为超过15吨。史籍并未记载佛头的来历，学者根据艺术风格推断其为唐代作品，可能作于贞观年间。学者认为，这尊佛头是中国境内已知年代最早、体量最大的铸铁佛教造像。

宝塔第四、五层塔身细部

第二至第六层不可登临。学者早先认为塔二至六层是实心的，后来发现其内留有一些空隙，以减轻重量。二至六层外壁嵌有58方五彩琉璃图案。二层东、西两壁各嵌三方琉璃图案。东壁正中一方为毗卢遮那佛与阿傩、迦葉两弟子，东壁靠南一方为文殊菩萨，北为普贤菩萨。西面正中一方为弥勒佛，南为日光童子，北为月光童子。二层南、北两壁各嵌四方琉璃，中间两方为长方形，两边两方为券龛形。南壁中间两方琉璃中，左边一方为地藏菩萨和道冥和尚、冥公居士，右边一方为排成三列的十殿阎王。券龛中为天王。北壁中间两方，左边是观音菩萨与善财童子、婆娑天，右边是排成三列的十八罗汉。北壁东券龛为护法，西为韦陀。三层至五层四壁各嵌三方琉璃，中间为券龛形，两边为方形。三层各壁居中的券龛饰佛像，东面是药师佛，西面是弥陀佛，南面是宝生佛，北面是不空成就佛。方形琉璃各有三位诸天，合为二十四诸天。四层居中的各券龛塑释迦牟尼像，东西两壁均施拈花印，南壁为施说法印，北壁施无量光明寿印。券龛两边的方形琉璃为太子出四门故事，东壁为“太子逢僧礼释”，西壁为“太子见老伤叹”，南壁“太子见死伤心”，北壁“太子见病伤嗟”。五层各壁中间券龛为迦楼罗，方形琉璃为佛传故事。西壁为摩耶夫人夜梦、九龙吐水太子沐浴，东壁为太子隔城投象、象落郊外，北壁为太子射九重鼓、太子郊游擒虎，南壁为释迦苦行学道、不惧鬼卒饿鹿。六层每面上部嵌有琉璃制成的八卦中的一卦，下部嵌琉璃金刚像，合为八大金刚。

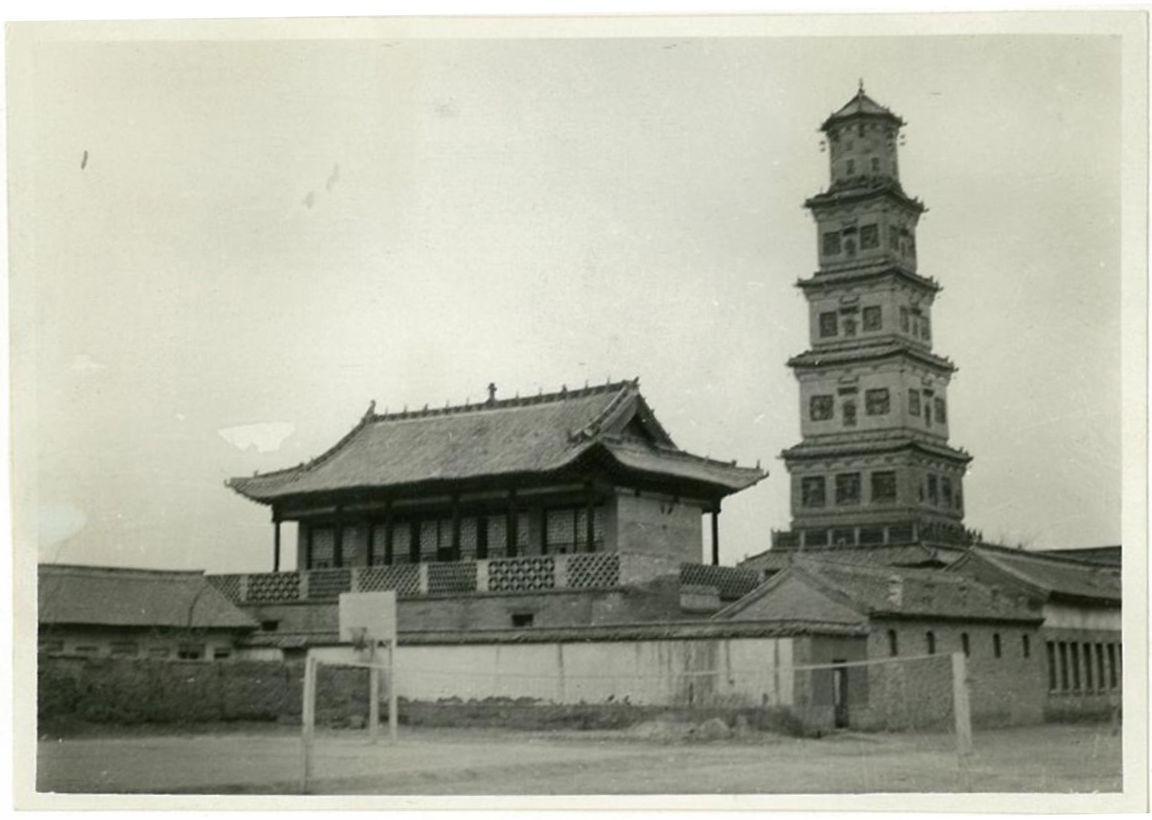
1940年12月，宝塔与藏经楼

梁思成在《图像中国建筑史》中评价大云寺方塔收分僵直、外观不佳；将佛头直接置于地上的做法、变形塔刹的设计完全不符合常规。

### 临汾铁佛头与晋阳大铁佛
2020年1期文物季刊中，作者褚甜莉和侯慧明对铁佛寺佛头进行了探讨。其中作者推测铁佛寺佛头为原先唐代《集异记》所载隋朝始建唐朝建成的晋阳(即今日山西太原)汾西佛像。《集异记》中记载：“隋开皇中，释子澄空，年甫二十，誓愿于晋阳汾西铸铁像，高七十尺焉。鸠集金炭，细求用度，周二十年，物力乃办……及期，澄空乃登炉巅，百尺悬绝，扬声谓观者曰：'吾少发誓愿祷写大佛，今年八十，两已不成，此更违心，则吾无身以终志矣……澄空于是挥手辞谢，投身如飞鸟而入焉。及开炉，铁像庄严端妙，毫发皆备。自是并州之人咸思起阁以覆之……只今北都谓之平等阁者是也。'"《集异记》中所记载晋阳汾西佛像高70 尺，作者按照一唐尺约合30.7 厘米，推算约为21米。后依《佛说造像度量经》标准算，若其为坐像，则其头部高约6.8 米。此数据与临汾大云寺大铁佛头的高度相吻合，由此作者推定铁佛头为澄空于唐初在晋阳汾西所造大佛头部。
据《集异记》所载，澄空铸成大铁佛五十年后（即唐朝开元年间），天平军节度使李暠看到风日所侵的大佛，施钱为大佛建平等阁。此后若干年间大铁佛一直被供奉在平等阁中，而后平等阁也因大佛像成为晋阳佛教名胜。晋阳大佛寺一直存在到宋初。宋太宗平定北汉火烧晋阳城时，晋阳大佛寺被烧毁，而后寺中大佛不知所踪。晋阳大佛寺位于汾河西畔以及临汾市内供奉大铁佛头的大云寺(铁佛寺)也紧邻汾河，由此作者推测宋太宗火烧晋阳时，大铁佛受损但留有完整的佛首和其余身体残骸。后由于战乱或其他原因仅带走较为重要的佛首，佛身残骸已顾之不及。

## 保护
1996年，山西省人民政府将铁佛寺列入第三批山西省文物保护单位。2006年，铁佛寺入选第六批全国重点文物保护单位。
2004年10月，临汾市文物局修缮佛塔时，在宝顶中发现了一部《金刚经》。2017年起，临汾市再次修缮铁佛寺，投资额44万人民币。

## 民间文化
铁佛寺与鼓楼曾是平阳府城的两大古迹，当地百姓有两句顺口溜“平阳府有个大鼓楼，半截盖到天里头”，“平阳城有座金顶塔，离天只有二尺八”。
民间传说，唐僧取经归来后，佛教大兴，长安城内塑了一尊铁头泥身的大佛像，某一天大佛打盹，不小心把头闪到了平阳，因此寺中的佛像仅有佛头而没有佛身。
传说宝塔顶部的圆顶原为纯金制成，某一夜“南蛮子”把金顶换成铜顶，将金顶盗走；幸而铜顶并不输于金顶，闪亮发光，不生锈。清代《临汾县志》则记载，铁佛寺寺顶时常放光，民间传闻其中有舍利子。

## 備註
1. ↑  有学者认为此寺原名并非大云寺，而是在武则天借《大云经》称帝、改唐为周之后推广《大云经》的时期改名的。[3]
2. ↑  梁思成《图像中国建筑史》称此塔建于清顺治八年。[6]